# Tri kabaljerosa
Tri kabaljerosa ili Tri konjanika (eng The Three Caballeros) je američki celovečernji animirani film snimljen 1944. godine u produkciji Volta Diznija i režiji Norma Fergusona.

## Opšte informacije
Film predstavlja svojevrsni nastavak filma Saludos Amigos iz 1942. godine, odnosno Disnijevih nastojanja da, za račun tadašnje američke vlade, promoviše dobrosusedske odnose Sjedinjenih Američkih Država sa zemljama Južne Amerike.
Po strukturi film se sastoji od šest različitih priča, odnosno segmenata koje povezuje okvirni zaplet u kome Donald Duck (Paja/Pajak Pata) otvara kutije sa šest rođendanskih poklona koje su mu poslali njegovi južnoamerički prijatelji; među njima se nalazi papagaj José Carioca koji predstavlja Brazil (iz Saludos Amigos) kao i petao Panchito Pistoles koji predstavlja Meksiko.

## Kritike
Neki pisci, poput Marka Pinskog, odlučili su da se ne bave ovim filmom u svojim studijama Diznijeve produkcije. Pinski opravdava svoju poziciju činjenicom da je film Tri kabaljerosa, uz Song of the South , "suviše uvredljiv i neklasifikovani.
Za Džona Granta, Tri kabaljerosa potvrđuju lekcije koje bi Saludos Amigos doneo Dizniju i njegovom studiju. Ove lekcije su prvenstveno ekonomske. Čini se da su kompilacije kratkih filmova dobar način da zaradite novac jer su jeftinije za proizvodnju od igranog filma. Osim toga, film dokazuje da u Južnoj Americi postoji tržište za bioskop, što se malo američkih studija usuđuje da razmotri.
Što se tiče same produkcije, sada je izgleda sasvim moguće kombinovati animaciju i glumce od krvi i mesa, što nudi mnoge mogućnosti pisanja scenarija.
Što se tiče lika Paje Patka, on pokazuje da može imati dovoljno doslednosti da se pojavi u igranom filmu, dok je nekoliko ljudi, uključujući i neke u studiju, sumnjalo u to.

## Galerija
- Glumice u trajleru filma Tri kabaljerosa
- Aurora Miranda
- Carmen Molina
- Dora Luz

## Spoljašnje veze
Mediji vezani za članak Tri kabaljerosa na Vikimedijinoj ostavi